# Ediciones Eseuve
Ediciones Eseuve fue una editorial española, ubicada en Madrid, que desde 1988 hasta 1996 se dedicó a la publicación de libros sobre ajedrez. Bajo la dirección de Mariano Ayuso, también reeditó tiras de prensa estadounidenses clásicas en formato cuadernillo.

## Colecciones de tebeos
| Título             | Año  | Guionista     | Dibujante     | Ejemplares | Tamaño | Precio facial en pesetas |
| ------------------ | ---- | ------------- | ------------- | ---------- | ------ | ------------------------ |
| Steve Canyon       | 1988 | Milton Caniff | Milton Caniff |            |        |                          |
| Cisco Kid          |      |               |               |            |        |                          |
| Julieta Jones      |      |               |               |            |        |                          |
| Agente Secreto X-9 |      |               |               |            |        |                          |
| Johnny Hazard      |      |               |               |            |        |                          |
| Rip Kirby          |      |               |               |            |        |                          |
| Li'l Abner         | 1991 |               |               | 6          |        |                          |
| Popeye             |      |               |               |            |        |                          |
| Jungle Jim         |      |               |               |            |        |                          |